# Mariano Cañardo
Mariano Cañardo Lacasta (Olite, 5 de febrero de 1906-Barcelona, 20 de junio de 1987) fue un ciclista español, profesional entre 1926 y 1943, período durante el cual logró más de 100 victorias.

## Biografía
Hijo del tercer matrimonio de Mariano Cañardo, un teniente de la Guardia Civil retirado en Larrés pocos meses después de su nacimiento, estudió sus primeras letras en los Salesianos de Huesca.
Huérfano desde 1919, con apenas 13 años, fue acogido por su hermana, que vivía en Barcelona. Su carrera predilecta fue la Volta a Cataluña, región en la que se afincó durante su trayectoria profesional, la cual ganó en siete ocasiones, lo cual constituye un récord aún sin superar. Además, fue segundo en otras dos ediciones y tercero también otros dos años. Ganó un total de 19 etapas en la competición catalana.
Fue el principal rival de Gustaaf Deloor en la primera edición de la Vuelta a España, disputada en 1935, terminando segundo y logrando un triunfo de etapa. En la Vuelta de 1936 el duelo entre ambas figuras terminó casi antes de empezar, ya que en la primera etapa Cañardo tuvo una grave caída que le causó múltiples heridas. No obstante, consiguió acabar la carrera en décima posición. El estallido de la guerra civil española supuso que la tercera Vuelta no se corriera hasta 1941.
Cañardo tuvo también presencia en competiciones del extranjero. Participó en las otras dos Grandes Vueltas: Giro y Tour. En el Giro de Italia, en el cual fue uno de los primeros participantes españoles, no tuvo suerte y abandonó en las dos ocasiones que acudió. En el Tour de Francia tuvo mejor suerte, terminando en cuatro de las cinco ediciones en las que compitió. El mejor resultado en la clasificación general lo consiguió en 1936, al terminar 6.º. Logró también un triunfo de etapa en la edición de 1937, en la 14.ª etapa, terminada en Ax-les-Thermes, haciendo gala de sus dotes de escalador.
También fue dos veces 7.º en el Campeonato Mundial de Ciclismo en Ruta, en los años 1930 y 1933.

## Palmarés
| 1928 - Volta a Cataluña , más 3 etapas 1929 - Volta a Cataluña , más 1 etapa - Campeonato de Barcelona 1930 - Vuelta al País Vasco, más 1 etapa - Volta a Cataluña , más 4 etapas - Vuelta a Levante - Campeonato de España en ruta - Circuito de Guecho 1931 - Campeonato de España en ruta - 2 etapas en la Volta a Cataluña 1932 - Volta a Cataluña - 2.º en el Campeonato de España en ruta - Trofeo Masferrer - 1.º en el VII Circuito del Jalón 1933 - Campeonato de España en ruta - Trofeo Masferrer 1934 - 2.º en el Campeonato de España en ruta - 1 etapa de la Volta a Cataluña | 1935 - Volta a Cataluña , más 3 etapas - 2.º en el Campeonato de España en ruta - 2.º en la Vuelta a España, más 1 etapa 1936 - Volta a Cataluña , más 4 etapas - Campeonato de España en ruta - 2 etapas de la Vuelta a España - 1 etapa del GP de la República 1937 - 1 etapa del Tour de Francia - Vuelta a Marruecos 1938 - Vuelta a Marruecos 1939 - Volta a Cataluña , más 4 etapas - 2.º en el Campeonato de España en ruta - Circuito del Norte, más 4 etapas 1940 - 3.º en el Campeonato de España en ruta - Clásica de los Puertos 1941 - 1 etapa de la Volta a Cataluña |

## Resultados en Grandes Vueltas y Campeonato del Mundo
Durante su carrera deportiva ha conseguido los siguientes puestos en las Grandes Vueltas y en los Campeonatos del Mundo en carretera:
| Carrera         | Carrera         | 1926 | 1927 | 1928 | 1929 | 1930 | 1931 | 1932 | 1933 | 1934 | 1935 | 1936 | 1937 | 1938 | 1939 | 1940 | 1941 | 1942 | 1943 |
| --------------- | --------------- | ---- | ---- | ---- | ---- | ---- | ---- | ---- | ---- | ---- | ---- | ---- | ---- | ---- | ---- | ---- | ---- | ---- | ---- |
|                 | Giro de Italia  | —    | —    | —    | —    | —    | Ab.  | —    | Ab.  | —    | —    | —    | —    | —    | —    | —    | X    | X    | X    |
|                 | Tour de Francia | —    | —    | —    | —    | —    | —    | —    | —    | 9.º  | —    | 6.º  | 30.º | 16.º | —    | X    | X    | X    | X    |
|                 | Vuelta a España | X    | X    | X    | X    | X    | X    | X    | X    | X    | 2.º  | 10.º | X    | X    | X    | X    | —    | —    | X    |
| Mundial en Ruta | Mundial en Ruta | X    | —    | —    | —    | 7.º  | —    | —    | 7.º  | —    | —    | —    | —    | —    | X    | X    | X    | X    | X    |

—: No participa

Ab.:Abandono
X: Ediciones no celebradas